# Duttaphrynus melanostictus
Duttaphrynus melanostictus (Schneider, 1799) è un anfibio anuro della famiglia Bufonidae.

## Distribuzione e habitat
L'areale della specie si estende attraverso l'Asia meridionale, dal Pakistan, Nepal, Sikkim e Bangladesh, attraverso India, Sri Lanka, isole Andamane, Maldive, sino alla Cina meridionale (compresa Taiwan) e a sud in Malaysia, Sumatra, Giava, Borneo e Bali; è stata inoltre introdotta in Sulawesi, Timor Est, Madagascar e Papua Nuova Guinea.
La si trova dal livello del mare sino a 1.800 m di altitudine.